# The Tree of Knowledge
The Tree of Knowledge è un film muto del 1920 diretto da William C. de Mille. La sceneggiatura di Margaret Turnbull si basa sull'omonimo romanzo pubblicato a Londra il  26 ottobre 1897, di R. C. Carton (pseudonimo di Richard Claude Critchett). Il film, considerato oggigiorno perduto, aveva come interpreti Robert Warwick, Kathlyn Williams, Wanda Hawley, Tom Forman. Nel prologo appaiono il noto danzatore Theodore Kosloff e Yvonne Gardelle nei panni di Adamo e Lilith.

## Trama
Prologo

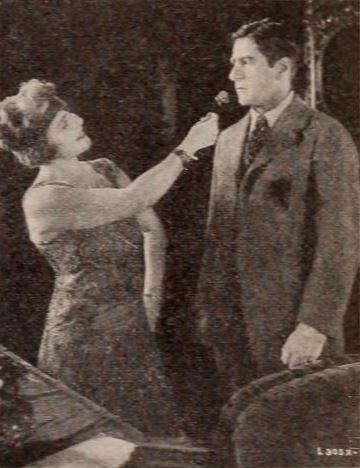
Kathlyn Williams e Robert Warwick

Eva spinge Adamo ad assaggiare il frutto dell'albero della conoscenza.
Inghilterra. Il giovane Nigel Stanyon, irretito dalle seduzioni di un'affascinante sirena di nome Belle, si rovina per lei. Ma la donna lo abbandona presto per un altro amante più ricco. Brian, un suo vecchio amico, aiuta Nigel offrendogli un lavoro, quello di intendente. In campagna, il giovane conosce e si innamora di Monica, una ragazza che abita nella tenuta vicina. Brian, che era partito per un viaggio in Europa, quando ritorna, presenta a tutti Belle, la donna che ha sposato. Scioccato, Nigel non riesce a raccontare di loro due all'amico e tace.

Ma Belle non è cambiata: quando Brian si trova sull'orlo del fallimento, si prepara a fuggire con Loftus Roupelle. Fermata da Nigel, la donna si vendica rivelando al marito che lui è il suo ex amante, riuscendo così a rovinare l'amicizia tra i due uomini. Poi fugge con Roupelle. Brian realizza adesso di aver offeso l'amico; per rimediare, si mette d'impegno per ricostituire le loro due fortune dilapidate a causa di Belle. In questo modo, Nigel potrà sposare la sua Monica.

## Produzione
Il film fu prodotto dalla Famous Players-Lasky Corporation. Le riprese iniziarono il 23 agosto 1919 per finire un mese più tardi, il 27 settembre.

## Distribuzione
Il copyright del film, richiesto dalla Famous Players-Lasky Corp., fu registrato il 25 novembre 1919 con il numero LP14532.

Distribuito dalla Famous Players-Lasky Corporation e dalla Paramount Pictures, il film - presentato da Jesse L. Lasky - uscì nelle sale cinematografiche degli Stati Uniti il 18 gennaio 1920 dopo essere stato presentato in prima a New York il 13 gennaio 1920.

### Critica
Film accettabile nella gran parte delle sale cinematografiche, ma niente di più di un normale cinque rulli di produzione contemporanea.

Variety, 24 gennaio 1920

## Conservazione
Non si conoscono copie ancora esistenti della pellicola che viene considerata presumibilmente perduta.